# 4·19혁명 기념일
4·19혁명 기념일은 1960년 3·15 부정선거가 도화선이 되어 대한민국 전지역의 학생들이 들고 일어남으로써 자유당 정권이 물러나게 된 4·19 혁명을 기념하기 위해 지정한 날이다.
매년 4월 19일로, 1973년 3월 30일, 대통령령으로 제정·공포된 "각종 기념일 등에 관한 규정"에 의거하여 제정되었으며, 현재 공휴일로 지정되어 있지 않다.
국립4·19민주묘지를 중심으로 각종 기념행사가 열린다.

## 참고 자료
- 이 문서에는 다음커뮤니케이션(현 카카오)에서 GFDL 또는 CC-SA 라이선스로 배포한 글로벌 세계대백과사전의 내용을 기초로 작성된 글이 포함되어 있습니다.